# Owincowo
Owincowo (ros. Овинцово) – przystanek kolejowy w miejscowości Owinciewo, w rejonie wołosowskim, w obwodzie leningradzkim, w Rosji. Położony jest na linii Petersburg – Iwangorod – Tallinn.